# Граса, Аилтон
Аи́лтон Гра́са (порт. Aílton Graça; род. 9 сентября 1964, Сан-Паулу, Бразилия) — бразильский актёр.

## Биография
Родился 9 сентября 1964 года в Сан-Паулу (Бразилия). Долгое время работал уличным торговцем и был увлечён карнавалом.
В 1985 году окончил студию вокала Культурного центра Сан-Паулу, а затем работал в цирке.